# The Sixteenth Wife
The Sixteenth Wife (o Olette the Elusive) è un film muto del 1917 diretto da Charles Brabin. La sceneggiatura si basa su una storia di Molly Elliot Seawell.

## Trama
Olette, star americana dei balletti russi, viene notata da Kadir El Raschid che, colpito dal suo fascino, quando la danzatrice giunge in Turchia, le offre di diventare la sua sedicesima moglie. Olette però rifiuta questo onore, e Kadir - che non accetta il rifiuto - la prende prigioniera, chiudendola nel suo harem. L'arrivo di Olette mette in agitazione tutte le altre spose di Kadir, provocando una sorta di ammutinamento. La ballerina riesce a fuggire saltando fuori da una finestra, salpando poi per l'America.
Qui, Olette ritrova Jimmy Warburton, un giornalista che l'aveva conosciuta tempo prima, quando Olette si chiamava ancora Mary Ann e lavorava per un settimanale. Intanto Kadir giunge a New York alla ricerca di Olette. Quest'ultima, aiutata da Jimmy, scappa via sempre inseguita da quello spasimante cocciuto. La donna si imbarca sul piroscafo in partenza per l'Europa dove sale anche Kadir. Lei, allora, appena la nave lascia il porto, si lascia calare sul rimorchiatore, abbandonando il piroscafo e Kadir che proseguirà il suo viaggio da solo, mentre lei torna da Jimmy per sposarselo.

## Produzione
Il film fu prodotto dalla Vitagraph Company of America.

## Distribuzione
Distribuito dalla Greater Vitagraph (V-L-S-E), il film uscì nelle sale cinematografiche statunitensi il 14 maggio 1917.
Copia della pellicola viene conservata negli archivi del Museum of Modern Art.